# Liste des résolutions du Conseil de sécurité des Nations unies adoptées en 1996
Les résolutions du Conseil de sécurité des Nations unies sont les décisions qui sont votées par le Conseil de sécurité des Nations unies.
Une telle résolution est acceptée si au moins neuf des quinze membres (depuis le 17 décembre 1963, 11 membres avant cette date) votent en sa faveur et si aucun des membres permanents qui sont la Chine, les États-Unis, la France, le Royaume-Uni et la Russie (l'Union soviétique avant 1991) n'émet de vote contre (qui est désigné couramment comme un veto).

## Résolutions 1036 à 1092
- Résolution 1036 : la situation en Abkhazie (Géorgie)
- Résolution 1037 : la situation en Croatie
- Résolution 1038 : la situation en Croatie
- Résolution 1039 : la situation au Moyen-Orient.

## Résolutions 1040 à 1049
- Résolution 1040 : concernant le Burundi. C'est la première résolution à évoquer la rule of law (mais la version française ne parle que de « rétablissement de l'ordre » et non d'État de droit), nonobstant le préambule de la résolution 161 de 1961 concernant le Congo. De telles activités impliquent l'usage des missions UNCIVPOL (entraînement des forces de police, etc.), le renforcement des institutions judiciaires locales, etc.
- Résolution 1041 : la situation au Liberia
- Résolution 1042 : la situation concernant le Sahara occidental
- Résolution 1043 : la situation en Croatie
- Résolution 1044 : lettre datée du 9 janvier 1996, adressée au Président du Conseil de sécurité par le Représentant permanent de l’Éthiopie auprès de l’Organisation des Nations unies concernant l’extradition des suspects recherchés pour la tentative d’assassinat du Président de la République arabe d’Égypte à Addis-Abeba (Éthiopie), le 26 juin 1995 (S/1996/10)
- Résolution 1045 : la situation en Angola
- Résolution 1046 : la situation dans l’ancienne République Yougoslave de Macédoine
- Résolution 1047 : la nomination du Procureur des Tribunaux internationaux pour l’ex-Yougoslavie et pour le Rwanda
- Résolution 1048 : la situation en Haïti
- Résolution 1049 : la situation au Burundi.

## Résolutions 1050 à 1059
- Résolution 1050 : la situation concernant le Rwanda
- Résolution 1051 : la situation entre l’Irak et le Koweït
- Résolution 1052 : la situation au Moyen-Orient
- Résolution 1053 : la situation concernant le Rwanda
- Résolution 1054 : lettre datée du 9 janvier 1996, adressée au Président du Conseil de sécurité par le Représentant permanent de l’Éthiopie auprès de l’Organisation des Nations unies concernant l’extradition des suspects recherchés pour avoir participé à la tentative d’assassinat du Président de la République arabe d’Égypte à Addis-Abeba (Éthiopie), le 26 juin 1995 (S/1996/10)
- Résolution 1055 : la prorogation du mandat d'UNAVEM III et la progression du processus de paix en Angola
- Résolution 1056 : la situation concernant le Sahara occidental
- Résolution 1057 : la situation au Moyen-Orient
- Résolution 1058 : la situation dans l’ancienne République Yougoslave de Macédoine
- Résolution 1059 : la situation au Liberia.

## Résolutions 1060 à 1069
- Résolution 1060 : la situation entre l’Irak et le Koweït
- Résolution 1061 : la situation au Tadjikistan et le long de la frontière entre le Tadjikistan et l’Afghanistan
- Résolution 1062 : la situation à Chypre
- Résolution 1063 : la situation concernant Haïti
- Résolution 1064 : la situation en Angola
- Résolution 1065 : la situation en Géorgie
- Résolution 1066 : la situation en Croatie
- Résolution 1067 : la destruction en vol, le 24 février 1996, de deux appareils civils
- Résolution 1068 : la situation au Moyen-Orient
- Résolution 1069 : la situation en Croatie.

## Résolutions 1070 à 1079
- Résolution 1070 : lettre datée du 9 janvier 1996, adressée au Président du Conseil de sécurité par le Représentant permanent de l’Éthiopie auprès de l’Organisation des Nations unies concernant l’extradition des suspects recherchés pour l’attentat dont le Président de la République arabe d’Égypte a été la cible le 26 juin 1995 à Addis-Abeba (Éthiopie)
- Résolution 1071 : la situation au Liberia
- Résolution 1072 : la situation au Burundi
- Résolution 1073 : la situation dans les territoires arabes occupés
- Résolution 1074 : la situation dans l’ex-Yougoslavie
- Résolution 1075 : la situation en Angola
- Résolution 1076 : la situation en Afghanistan
- Résolution 1077 : la situation en Afghanistan
- Résolution 1078 : la situation dans la région des grands lacs
- Résolution 1079 : la situation en Croatie.

## Résolutions 1080 à 1089
- Résolution 1080 : la situation dans la région des grands lacs
- Résolution 1081 : la situation au Moyen-Orient
- Résolution 1082 : la situation dans l’ancienne République Yougoslave de Macédoine
- Résolution 1083 : la situation au Liberia
- Résolution 1084 : la situation concernant le Sahara occidental
- Résolution 1085 : la question concernant Haïti
- Résolution 1086 : la situation concernant Haïti
- Résolution 1087 : la situation en Angola
- Résolution 1088 : la situation en Bosnie-Herzégovine
- Résolution 1089 : la situation au Tadjikistan et le long de la frontière Tadjiko-afghane.

## Résolutions 1090 à 1092
- Résolution 1090 : recommandation en vue de la nomination du Secrétaire général des Nations unies
- Résolution 1091 : recommandation en vue de la nomination du Secrétaire général des Nations unies
- Résolution 1092 : la situation à Chypre